# Ладиго Ян Якович
Іоа́нн (Ян) Я́кович Лади́го (Лоди́го) — римо-католицький священик, репресований радянською владою.

## Біографія
Іоанн (Ян) Якович Ладиго (Лодиго) народився 1869 року в селі Стачкуни Боржанської волості Ковенської губернії. З дев'яти років навчався вдома, потім — у гімназії в Бауска, пізніше перейшов у приватне училище. Закінчив Житомирську духовну семінарію і 1894 року був висвячений. Від 1894 року — вікарій кафедрального собору Святої Софії в Житомирі, через два роки — вікарій однієї з парафій у Києві.
Від 1902 року — адміністратор парафії Пресвятої Трійці в містечку Сатанів (нині селище Хмельницького району Хмельницької області), обслуговував також храм Воздвиження Святого Хреста Господня в селі Кутківці (нині Кам'янець-Подільського району Хмельницької області), був деканом у Проскурові (нині Хмельницький). Царська адміністрація, вважаючи, що ксьондз Ладиго «відзначається фанатизмом і ворожим ставленням до російської народності та православ’я», пильно наглядала за його пастирською і викладацькою діяльністю.
Від 1916 року активно підтримував мирянку Софію Брудзинську, яка організувала в Сатанові польську школу для дітей місцевих парафіян. У червні 1920 року — під час польсько-радянської війни — виїжджав до Польщі, де зустрівся з багатьма священиками, які приїхали до Польщі. У жовтні 1920 року повернувся до Сатанова, підготував до вступу в семінарію і дав рекомендації кільком парафіянам.
1923 року перебував під слідством за підозрою в шпигунстві, але незабаром звільнений. 1924 року притягувався до суду за те, що «повінчав молодих, які не зареєструвалися в загсі», але був виправданий. 2 січня 1930 року заарештований співробітниками Сатанівського прикордонного загону ДПУ і притягнутий до слідства у груповій справі духовенства та віруючих Римо-католицької церкви. Відправлений до Харківської в'язниці. 27—30 червня 1930 року відбувся закритий судовий процес, на якому був засуджений за статтями 54-2, 54-3, 54-4, 54-5 і 54-10 Кримінального Кодексу УРСР до п'яти років виправно-трудових таборів з поразкою в правах на три роки за статтею 29 «а», «б», «в» Кримінального Кодексу УРСР і із забороною упродовж п'яти років проживати на Правобережній Україні згідно зі статтею 34 Кримінального Кодексу УРСР. У грудні відправлений у Ярославський політичний ізолятор, а 26 вересня 1933 року виїхав внаслідок обміну до Литви. У 1936—1939 роках служив у Паневезькій єпархії. Жив у родича, литовського генерала. 1953 року можливо відвідав свою сестру, яка проживала в Сатанові. Помер у Паневежисі (точна дата смерті невідома).
Реабілітований військовою прокуратурою Київського військового округу 3 жовтня 1991 року на підставі статті 1 Закону УРСР від 17 квітня 1991 року «Про реабілітацію жертв політичних репресій на Україні» у зв'язку з браком достатньої сукупності доказів його вини.